# Splitski dišpet
Splitski dišpet je redovita nagrada navijača Radničkog nogometnog kluba Split, Crvenih đavola, kojim oni nagrađuju onog klupskog igrača koji je tijekom sezone pokazao najborbeniju i najsrčaniju igru. Nagrada (skulptura nogometaša s loptom) dodjeluje se od sezone 2008./09.

Povodom iznenadne i prerane smrti najžešćeg navijača Splita Milorada Bibića Mosora, a u sklopu obilježavanja stotog rođendana RNK Split, Crveni đavoli dodijelili su i "Izvanredni Splitski dišpet" (u obliku plakete), kao posebno i rijetko priznanje za izniman doprinos klubu.
Neki od dobitnika ostvarili su zavidnu reprezentativnu karijeru u hrvatskoj reprezentaciji, poput Ante Rebića i Marka Roga. Drugi su ostvarili visoke transfere u druge klubove. Za prelazak iz Verone Napoli je platio 14 milijuna eura odštete za kosovskog reprezentativca Amira Rrahmanija.

## Dosadašnji dobitnici Splitskog dišpeta
- 2008./09. –  Ante Erceg
- 2009./10. –  Goran Milović
- 2010./11. –  Andrija Vuković
- 2011./12. –  Igor Budiša
- 2012./13. –  Ante Rebić
- 2013./14. –  Denis Glavina
- 2014./15. –  Marko Rog
- 2015./16. –  Amir Rrahmani
- 2016./17. –  Miloš Vidović
- 2017./18. –  Josip Bender
- 2018./19. –  Jure Gale
- 2019./20. –  Krešimir Kelez
- 2020./21. –  Frane Barać
- 2021./22. –  Krešimir Luetić
- 2022./23. –  Boiken Shala
- 2023./24. –  Ante Žužul

### dobitnici Izvanrednog Splitskog dišpeta
- 1912. – 2012. –  Milorad Bibić Mosor (postumno)